# Постлов

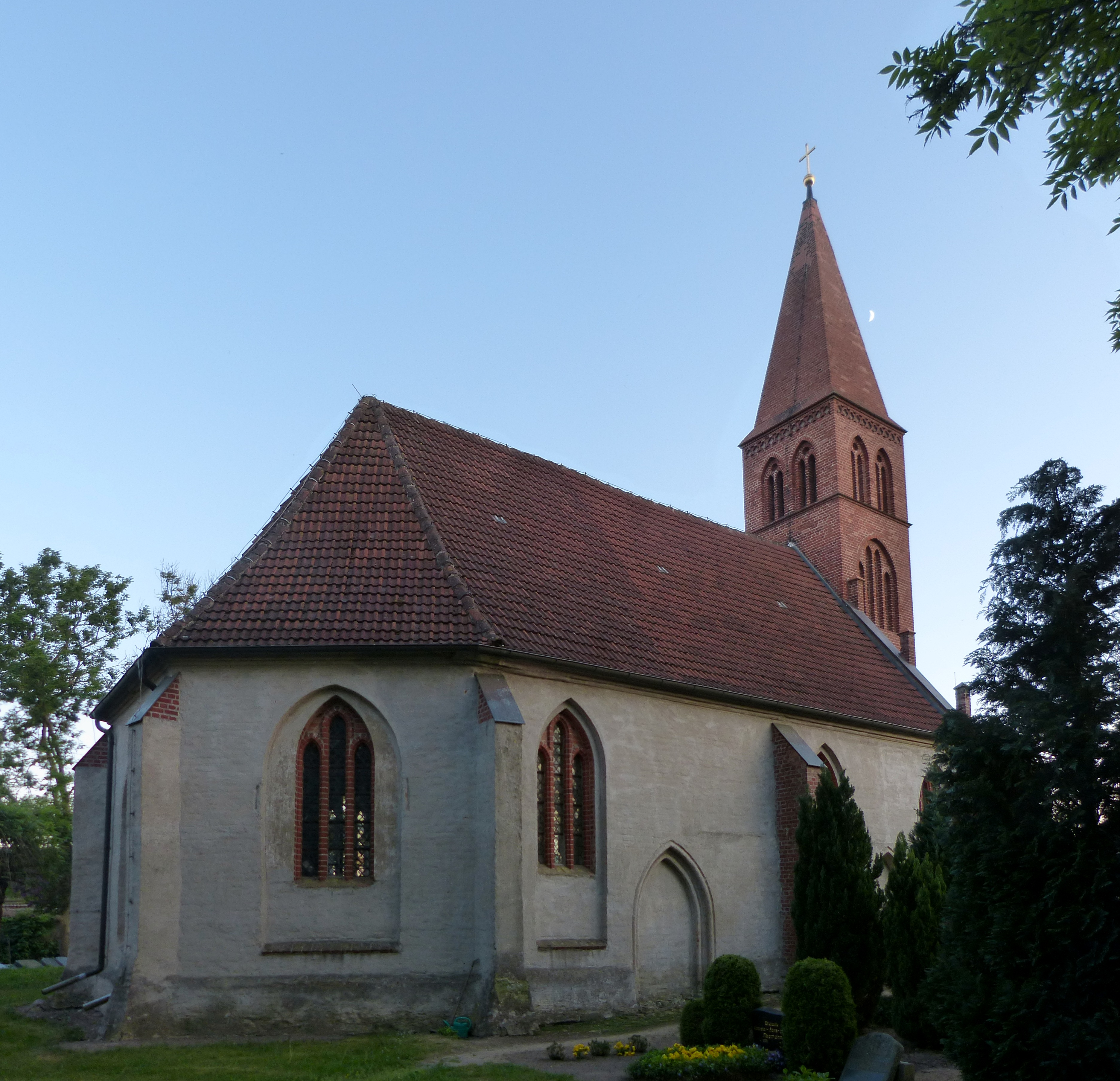
Церковь Гёрке

Постлов (нем. Postlow) — община (коммуна) в Германии, в земле Мекленбург-Передняя Померания.
Входит в состав района Передняя Померания-Грайфсвальд. Подчиняется управлению Анклам-Ланд. Население составляет 332 человек (на 31 декабря 2014 года). Занимает площадь 14,71 км².
В состав общины входят населённые пункты Гёрке, Трамстов, Постлов и Гёркебург.
Среди достопримечательностей общины церковь Гёрке, курган бронзового века в Трамстове и часовня в Трамстове.